# Buddy Rogers (Wrestler)
Buddy Rogers (* 20. Februar 1921 in Camden, New Jersey; † 26. Juni 1992 in Fort Lauderdale, Florida) war ein US-amerikanischer Wrestler. Geboren wurde er als Herman Gustav Rohde jr. Seine Eltern waren die deutschstämmigen Auswanderer Hermann G. Rohde und Freda Rohde geb. Stech.

## Karriere
Rohde wurde zunächst Polizist und ließ sich nebenbei von Joe Cox und Fred Grubmeier zum Wrestler ausbilden. Ab 1939 trat er auf Jahrmärkten, teils als Dutch Rogers, teils unter seinem richtigen Namen auf. In den 1940er Jahren trat er gemeinsam mit seinem Bruder John, der sich Buddy Rogers nannte, und ihrem angeblichen Bruder Billy, der später unter seinem bürgerlichen Namen Billy Darnell ebenfalls ein namhafter Wrestler wurde, auf.
Als sein Bruder das Wrestling aufgab, übernahm Hermann den Namen Buddy Rogers. Dieser war eigentlich vom Schauspieler Charles Rogers entliehen. In Ohio traf Rogers auf den Promoter Jack Pfefer, der ihm den Beinamen Nature Boy (nach dem Lied) verpasste und ihm riet, sich die Haare zu blondieren und sich einen arroganten Stil zuzulegen.
Mit diesem Gimmick traf er genau den Zeitgeist. Das Fernsehen setzte sich gerade durch und mit seinem Charisma und Körperbau wurde Rogers zu einem der größten Wrestlingstars der 1950er Jahre.
World Heavyweight Champion wurde Rogers allerdings erst am 30. Juni 1961, als er vor der damaligen Rekordkulisse von 38.622 Zuschauern Pat O’Connor schultern durfte. Grund dafür war, dass Lou Thesz sich stets geweigert hatte, den Titel an Rogers zu verlieren, da dieser kein Hooker war.
Als Champion arbeitete Rogers bevorzugt für Capitol Wrestling, die Liga von Vincent J. McMahon und Toots Mondt, wodurch andere Promoter ihren Zuschauern keine Weltmeisterschaftskämpfe mehr bieten konnten. Um diesem Zustand ein Ende zu machen, ließ man 1963 Lou Thesz den Titel gewinnen, indem dieser Rogers mit seinen realen Kampfsportfähigkeiten besiegte.
Die Folge war nun, dass McMahon und andere Promoter den Titelwechsel nicht anerkannten und sich unter dem Namen Worldwide Wrestling Federation von der NWA lossagten. Der erste World Champion wurde Rogers, der angeblich ein Titelturnier in Rio de Janeiro gewonnen hatte. Da Rogers allerdings mit gesundheitlichen Problemen zu kämpfen hatte, ließ man ihn den Titel bald darauf an Bruno Sammartino verlieren. Rogers beendete seine aktive Karriere und trat nun als Manager für Wrestler wie Jimmy Snuka auf.
1979 stieg er noch einmal in den Ring um sich in einer Schlacht der Nature Boys von Ric Flair, der das Gimmick übernommen hatte, besiegen zu lassen. Mit diesem Sieg machte Flair einen großen Schritt auf der Karriereleiter. Dann kehrte Rogers in die – mittlerweile in WWF – umbenannte WWWF zurück, wo er in den TV-Shows ein eigenes Interviewsegment namens Rogers’ Corner bekam.
1992 war in der Tri States Wrestling Association (der späteren ECW) noch einmal eine Schlacht der Nature Boys geplant, bei welcher der 70-jährige Rogers gegen Buddy Landell in den Ring steigen sollte, aber Rogers starb zuvor an einem Herzinfarkt.

## Erfolge
- 1 × AWA Eastern States Heavyweight Championship
- 3 × AWA World Heavyweight Championship
- 4 × MWA Ohio Tag Team Championship (mit Great Scott (3 ×) und Juan Sebastian (1 ×))
- 3 × Montreal Athletic Commission World Heavyweight Championship
- 2 × NWA United States Tag Team Championship (Capitol-Version) (mit Johnny Valentine (1 ×) und Johnny Barend (1 ×))
- 1 × NWA World Heavyweight Championship
- 1 × NWA United States Heavyweight Championship
- 1 × NWA Mid-America Heavyweight Championship
- 1 × NWA World Tag Team Championship (mit Ronnie Etchison)
- 1 × NWA North American Heavyweight Championship
- 6 × NWA Texas Heavyweight Championship
- 1 × NWA Texas Tag Team Championship (mit Otto Kuss)
- 3 × Maryland Eastern Heavyweight Championship
- 5 × Jack Pfeffer World Heavyweight Championship
- 1 × WWWF World Heavyweight Championship
- WWE Hall of Fame (1994)

### Bemerkungen
Buddy Rogers hielt den AWA Eastern States Heavyweight Championship, NWA Mid-America Heavyweight Championship sowie den WWWF World Heavyweight Championship jeweils als erster Titelträger. Zusätzlich war er der einzige Titelträger des AWA Eastern States Heavyweight Championship.
Fünf von seinen sechs Titelregentschaften als NWA Texas Heavyweight Championship fanden statt, bevor dieser unter der Flagge der National Wrestling Alliance (NWA) ausgetragen wurde. Diese Regentschaften wurden aber, genau so wie die des NWA Texas Tag Team Championship, später von der NWA anerkannt.